# ジャン1世 (ロレーヌ公)

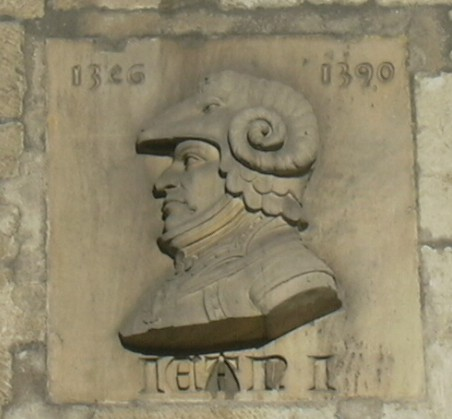
ロレーヌ公ジャン1世

ジャン1世（フランス語：Jean Ier, 1346年2月 - 1390年9月23日）は、ロレーヌ公（在位：1346年 - 1390年）。生後6か月で、クレシーの戦いで戦死した父ラウルの跡を継いだ。母はマリー・ド・シャティヨン＝ブロワであった。

## 生涯
ジャンが幼少であった間、摂政は母マリーとヴュルテンベルク伯エーバーハルト3世がつとめた。1353年12月、ロレーヌ公位により神聖ローマ皇帝カール4世に臣下の礼を取り、カール4世によりモーゼル地方の帝国中将に任命された。1354年、フランス王ジャン2世はジャンに対し、まだ成人に達していないにもかかわらず公国を統治することを許可する特権を与えた。
ジャンは1356年と1365年にリトアニアに対し、ドイツ騎士団側としてドランク・ナッハ・オステンとそれに関連する十字軍に参加した。
1356年9月19日、ジャンはポワティエの戦いに参加し、数千人のフランス兵がイングランドの長弓兵によって倒された。しかし、ジャンは父親とは異なり、イングランド軍の捕虜となったものの、生還して再び戦った。ジャンは後に王太子シャルル側についてパリのエティエンヌ・マルセルの反乱を鎮圧した。1364年5月19日にランスで行われたシャルルの戴冠式に出席し、過去1世紀にわたってロレーヌで着実に築き上げてきたフランスとの絆を強化した。
ジャンは、ジャン・ド・モンフォールと対立する伯父シャルル・ド・ブロワを支援するために、ブルターニュ継承戦争に参加した。1364年9月29日のオーレの戦いにより、モンフォールはブルターニュ公と認められ、シャルル・ド・ブロワは戦死し、ジャンは捕虜となった。
ジャンはブレティニー条約によって失われた領地を再び征服するためにシャルル5世とシャルル6世を支援し続けたが、晩年はフランス宮廷から距離を置いた。これは一部には、ジャンの領地を荒廃させた傭兵団と、ジャン（帝国の家臣）とその家臣との関係を訴えようとした王室役人が原因であった。結局、ジャンはブルゴーニュ公フィリップ2世と親交を結んだ。それにもかかわらず、ジャンはヌフシャトーの市民による権力乱用の告発に対し抗弁し、1390年9月22日にパリで亡くなった。

## 結婚と子女
ジャンは1361年にヴュルテンベルク伯エーバーハルト2世とエリザベート・フォン・ヘンネベルク＝シュロイジンゲンの娘ゾフィー・フォン・ヴュルテンベルク（1343年 - 1369年）と結婚した。2人の間には以下の子女が生まれた。
- シャルル2世（1365年 - 1431年） - ロレーヌ公[1]
- フェリー1世（1369年 - 1415年） - ヴォーデモン伯[1]
- イザベル（1423年没） - クシー領主アンゲラン7世と結婚[5]